# Шкоп, Сийма Якобовна
Си́йма Шкоп (эст. Siima Škop; 18 июня 1920, Тарту, Эстония — 11 февраля 2016, Таллин, Эстония) — советская и эстонская художница, иллюстратор детских книг, график и плакатист.

## Биография
Окончила Таллинскую еврейскую гимназию. В 1940—1941 годах училась в Государственном училище прикладного искусства им. Яана Корта. В связи с началом Великой Отечественной войны была вынуждена прервать учёбу и летом 1941 года, ещё до захвата Таллина немецко-фашистскими войсками, эвакуировалась из Эстонии. В 1944 году веpнулась в Таллин. В 1948 году окончила Таллинский институт прикладного искусства по специальности «Графика». В 1965—1972 годах работала заведующей художественной редакции издательства «Валгус».
Среди работ Сиймы Шкоп — иллюстрации к изданной в 1951 году в эстонском переводе книге Н. А. Островского «Рождённые бурей», один экземпляр которой в 1954 году художница подарила литературно-мемориальному музею писателя в Сочи.
В 2013 году награждена премией Национального фонда культуры Эстонии за жизненные достижения.
Муж — писатель Виктор Меллов, более известный под литературным псевдонимом Андрес Ванапа. Сын — архитектор Олег Меллов, дочь — актриса Зоя Меллов.